# اینویاما، آیچی
اینویاما، آیچی از شهرهای استان آیچی ژاپن است که جمعیت آن در ۱ ژانویه ۲۰۰۸ ۷۵٬۳۰۴نفر بوده‌است.